# Levitation (Hawkwind)
Levitation è il decimo album in studio della space rock band britannica Hawkwind, registrato nel 1980 e pubblicato nello stesso anno .
La formazione dell'album è la stessa del precedente a parte il batterista, ruolo qui ricoperto da Ginger Baker che realizzerà con gli Hawkwind il suo unico album.

## Tracce
1. Levitation – 5:48 –  (Brock)
2. Motorway City – 6:48 –  (Brock)
3. Psychosis – 2:22 –  (Bainbridge)
4. World of Tiers – 3:30 –  (Bainbridge/Lloyd-Langton)
5. Prelude – 1:28 –  (Blake)
6. Who's Gonna Win The War? – 4:45 –  (Brock)
7. Space Chase – 3:27 –  (Lloyd-Langton)
8. Fifth Second of Forever – 3:11 –  (Brock/Lloyd-Langton)
9. Dust of Time – 6:22 –  (Brock/Bainbridge/Lloyd-Langton)

## Bonus track
1. Nuclear Toy – 3:30 –  (Brock/Lloyd-Langton)

## Formazione
- Dave Brock - chitarra, tastiere, voce
- Huw Lloyd-Langton - chitarra, voce
- Harvey Bainbridge - basso, tastiere, voce
- Tim Blake - tastiere, voce
- Ginger Baker - batteria